# Hesston
Hesston is een plaats (city) in de Amerikaanse staat Kansas, en valt bestuurlijk gezien onder Harvey County.

## Demografie
Bij de volkstelling in 2000 werd het aantal inwoners vastgesteld op 3509.
In 2006 is het aantal inwoners door het United States Census Bureau geschat op 3656, een stijging van 147 (4,2%).

## Geografie
Volgens het United States Census Bureau beslaat de plaats een oppervlakte van
6,7 km², geheel bestaande uit land. Hesston ligt op ongeveer 451 m boven zeeniveau.

## Plaatsen in de nabije omgeving
De onderstaande figuur toont nabijgelegen plaatsen in een straal van 16 km rond Hesston.